# Hastedter Heerstraße
Die Hastedter Heerstraße ist eine historische Straße in West-Ost-Richtung in Bremen im Stadtteil Hemelingen, Ortsteil Hastedt. Sie führt von der Straße Bei den drei Pfählen bis zur Sebaldsbrücker Heerstraße im Ortsteil Sebaldsbrück.
Sie gliedert sich in die Teilbereiche:
- Bei den drei Pfählen bis zur Malerstraße und
- Malerstraße bis zur Sebaldsbrücker Heerstraße

Sie ist in Bremen die Straße mit der sechsthöchsten Hausnummer (Nr. 447).
Die Querstraßen wurden u. a. benannt als Dölvesstraße nach dem Hof der Familie Dölves, Fährstraße als Weg zur Fähre, Deichbruchstraße in der Nähe eines Weserdeichbruchs von 1845, Alter Postweg als Teil eines Postweges von Bremen nach Hamburg, Muhlenburgstraße (unklar), Klinkkuhlenstraße als Kuhle im Sumpf der Pauliner Marsch, Hohnholtstraße nach dem Bauunternehmer Hohnholt, Oesselmannstraße nach dem Hastedter Lehrer Hinrich Oesselmann (1873–1915), Sodenstich nach einer Flurbezeichnung, wo Soden gestochen wurden, Glücksstraße nach dem Glück, Malerstraße von vor 1850 (Namensbedeutung unklar), Neuenweg weil neu, Weserdamm aus der Mitte des 19. Jh., Winkelstraße umfährt einen Winkel, Am Rosenberg nach einer kleinen Anhöhe, Föhrenstraße auf sandigem Grund mit Föhrenbewuchs und Zum Sebaldsbrücker Bahnhof, die zu diesem Bahnhof führt; ansonsten siehe beim Link zu den Straßen.

## Geschichte

### Name
Die Hastedter Heerstraße wurde benannt nach dem Ortsteil Hastedt, 1226 als Herstede zuerst urkundlich erwähnt und seit 1803 Landgemeinde (1812: 756 Einwohner) sowie seit 1902 Ortsteil (1905: 7817 Einwohner) von Bremen. Herstede könnte wahrscheinlich Heeresstätte bedeuten und auf einen Ort deuten, wo Heere, welche die Stadt Bremen im Mittelalter belagerten, ihren Standort hatten.
In Bremen und Umzu wurden in der Franzosenzeit um 1812 viele Militärstraßen gebaut und 1915/16 als Heerstraße benannt. Diese Straße hieß bis 1915 Hastedter Chaussee, dann wurde sie aufgeteilt in die kurze Straße Bei den drei Pfählen und die Hastedter Heerstraße.

### Entwicklung
Hastedt war im 13. Jahrhundert ein kleines Dorf, das erste am Weg von Bremen in Richtung Osten. Der Straßenname Bei den drei Pfählen erinnert noch heute an die 1603 gesetzte Grenzmarke in Höhe der heutigen Stader Straße zwischen Bremen und dem damals preußischen Hastedt.
Als 1812 unter Napoleon die französische Nationalstraße Nr. 3 als Militärstraße von Paris nach Hamburg angelegt wurde, wurde auch dieser Weg gepflastert und ausgebaut. In Hastedt wurde er auch begradigt, ein Rest der alten Trassierung blieb als Hastedter Dorfstraße erhalten. Östlich des Dorfes wurde der alte Weg in Richtung Hemelingen als Alter Postweg zur Nebenstraße. Die weitere Hastedter Heerstraße wurde damals völlig neu trassiert. Der deutsche Ingenieurkapitän Carl Ludwig Murtfeldt begleitete dabei den Bau der Chaussee. Sie war nun als erste gepflasterte Straße des Ortes die Hauptstraße und diente auch der Erschließung für die spätere Bebauung. Im äußersten Osten von Hastedt wird die Straße seit 1847 von der Bahnstrecke Bremen–Hannover und zusätzlich seit 1873 von der Bahnstrecke Bremen–Osnabrück gekreuzt. Seit 1879 fährt die Straßenbahn durch die Straße.
Bei den Luftangriffen auf Bremen wurden 1944 nur wenige Bereiche zerstört.
Die heutige Straße Zum Sebaldsbrücker Bahnhof war vor 1945 Teil der Hastedter Heerstraße. An ihr steht als Nr. 3–27 und 37–43 (ehm. Hastedter Heerstrasse 539–563 und 573–579) die überformten Wohnhausgruppen für damals Kinderreiche, die 1931 nach Plänen von Carl Eeg für das Wohnungsbauamt Bremen entstanden.
In den 1950er Jahren wurde die Stresemannstraße als neue Hauptverkehrsstraße gebaut, der östliche Teil der Hastedter Heerstraße als ihre Verlängerung wurde einbezogen und verbreitert. In den 1960er Jahren wurde dann auch die davor sehr schmale Malerstraße ausgebaut und der Kreuzungsbereich völlig neu gestaltet. Die westliche Hastedter Heerstraße wurde abgetrennt, nur noch die Straßenbahn fährt hier durchgehend, wofür die Trasse im Kreuzungsbereich nach Norden verschwenkt und somit gering verlängert wurde.

### Verkehr
1879 wurde von der Großen Bremer Pferdebahngesellschaft die Pferdebahnlinie von Walle nach Hastedt eröffnet. Später wurde die Linie zur Sebaldsbrücker Esmarchstraße verlängert. Nach der Übernahme durch die Bremer Straßenbahn wurde die Strecke 1900 bis zum Depot an der Hastedter Chaussee (etwa im östlichen Bereich der heutigen Winkelstraße) elektrifiziert. Lediglich die kurze Verbindung vom Depot bis zur Esmarchstraße verblieb bis 1911 oder 1913 als letzte Bremer Pferdebahn, da eine Eisenbahntrasse ebenerdig gequert werden musste, so dass keine Oberleitung gebaut werden konnte. Den elektrischen Betrieb gab es erst ab 1913, nachdem die Eisenbahn hochgelegt worden war. Seitdem wird die Hastedter Heerstraße in ihrer gesamten heutigen Länge von der Linie 2 (Gröpelingen – Sebaldsbrück) der Straßenbahn Bremen befahren, seit 1975 zusätzlich von der Linie 10.
Im Nahverkehr in Bremen verkehren auf dem östlichen Teil der Hastedter Heerstraße zusätzlich die Buslinien 40 und 41 (Weserwehr – Malerstr. – Bf Mahndorf) und 42 (Weserwehr – Malerstr. – Gewerbepark Hansalinie).
Für den Verkehr der Regio-S-Bahn Bremen/Niedersachsen ist an der Schnittstelle der beiden Eisenbahnstreckenein ein neuer Haltepunkt Föhrenstraße geplant. Dabei soll in diesem Bereich ein städtebaulicher Umbau der Heerstraße mit Verlegung der Haltestelle der Straßenbahnen erfolgen.

## Gebäude
An der Straße befinden sich zwei- bis dreigeschossige und wenige eingeschossige Gebäude, die zumeist Wohnhäuser sind und in den zentralen Bereichen Geschäftshäuser. Eine Reihe von Gewerbebetriebe haben sich an der Straße angesiedelt.
Erwähnenswerte Gebäude
- Ecke Bennigsenstraße: 7-gesch. Bürohaus vom ADAC Weser-Ems
- Nr. 7: Einziges erhaltenes Bauernhaus aus dem Dorf Hastedt, seit 1912 als Tischlerei genutzt
- Nr. 109: 2-gesch. Wohn- und Geschäftshaus von nach 1920 mit Treppengiebel
- Nr. 121: 3-gesch. Wohn- und Geschäftshaus von nach 1900
- Nr. 281: 2-gesch. Bürohaus als Fiale der Sparkasse Bremen
- Nr. 285/Ecke Malerstr.: 7-gesch. Büro- und Geschäftshaus aus den 1970er Jahren
- Nr. 433–439: vier 3-gesch. verklinkerte Wohnhäuser aus den 1920er Jahren mit seitl. Treppengiebeln

Gedenksteine
Stolpersteine für die Opfer des Nationalsozialismus gemäß der Liste der Stolpersteine in Bremen:
- Nr. 202/204: für Selda Jakubowicz, ermordet um 1941 in Minsk
- Nr. 202/204: für Berta, Frieda, Isaak, Julius, Ruth, Salomon und Zilla Lundner: ermordet um 1941/42 in Minsk
- Nr. 233/235: für Erich Alexander (1904–1941) (Die Familie Alexander zählte seit 1785 zu den ältesten jüdischen Familien in Hastedt.)
- Nr. 233/235: für Erna und Otto Silberberg; ermordet in Minsk[5]
- Nr. 407: für Charlotte, Hanni, Isidor, Juda, Netti, Rifka-Laja und Sophie Flamm; u. a. ermordet um 1942 in Minsk oder vermisst
- Nr. 407: für Chana Lipschütz; 1943 ermordet in Auschwitz